# Municipio de Walnut (condado de Jewell)
El municipio de Walnut (en inglés: Walnut Township) es un municipio ubicado en el condado de Jewell en el estado estadounidense de Kansas. En el año 2010 tenía una población de 54 habitantes y una densidad poblacional de 0,53 personas por km².

## Geografía
El municipio de Walnut se encuentra ubicado en las coordenadas 39°57′57″N 98°20′11″O / 39.96583, -98.33639. Según la Oficina del Censo de los Estados Unidos, el municipio tiene una superficie total de 102.32 km², de la cual 102,02 km² corresponden a tierra firme y (0,29 %) 0,3 km² es agua.

## Demografía
Según el censo de 2010, había 54 personas residiendo en el municipio de Walnut. La densidad de población era de 0,53 hab./km². De los 54 habitantes, el municipio de Walnut estaba compuesto por el 100 % blancos. Del total de la población el 0 % eran hispanos o latinos de cualquier raza.